# Cartoon (Fernsehsendung)

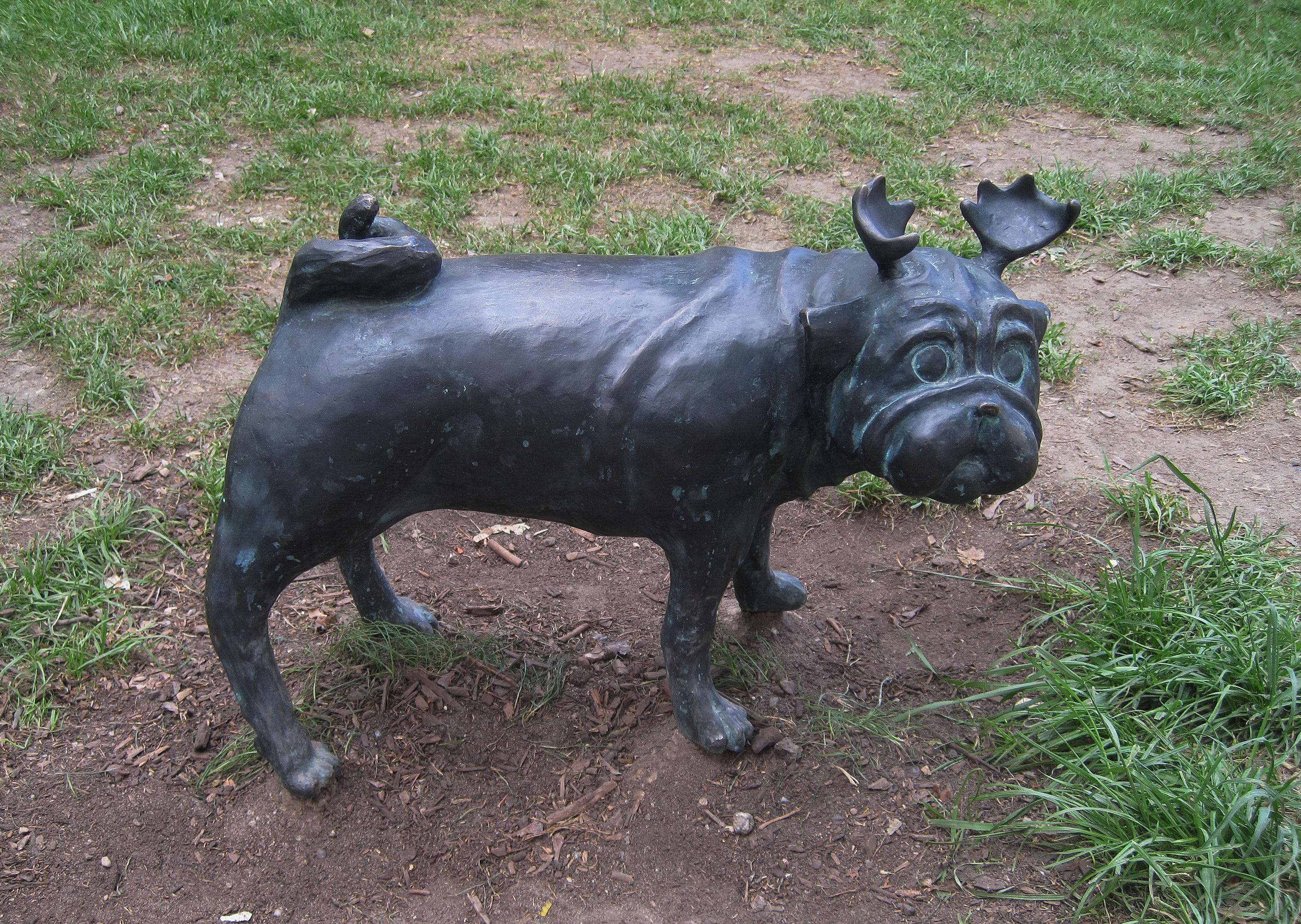
Bronzefigur, in Anspielung auf Loriots Waldmöpse in Cartoon

Cartoon ist eine von Loriot moderierte Fernsehsendung für den Süddeutschen Rundfunk mit 21 Folgen, die von 1967 bis 1972 im Deutschen Fernsehen ausgestrahlt wurden. Die ersten Sendungen waren Magazinsendungen mit nur einem Zeichentrickfilm von Loriot, die späteren Sendungen wandelten sich immer mehr zu Sketch-Sendungen mit Zeichentrickfilmen von Loriot und Sketchen von und mit Loriot.
Die Initiative zu der Sendung ging auf Heinz Huber zurück. Im Jahre 1966 stellte er die Idee eines neuen Magazins über Karikaturen und Zeichnungen seinen Mitarbeitern Dieter Ertel und Georg Friedel vor. Bei der Überlegung, wer als sachkundiger und geistvoller Moderator in Frage kommen könnte, lag es für Ertel sehr nahe, an Vicco von Bülow zu denken.
Loriot stellte in dieser Sendung internationale Zeichentrickfilme vor. Er empfing unter anderen bekannte Karikaturisten auf einem roten Sofa, das sein Markenzeichen werden sollte (in der ab 1976 für Radio Bremen produzierten Serie Loriot dient ein grünes Sofa als Sitzgelegenheit für Loriot und (später) Evelyn Hamann).
Zu den regelmäßig auftretenden Mitwirkenden gehörten neben Loriot noch Alexander Störk (Herr Störk), Heinz Meier, Roswitha Roszak und Heiner Schmidt.
Loriot wurde für diese Sendung 1968 mit einer lobenden Erwähnung beim Adolf-Grimme-Preis und 1973 mit dem Adolf-Grimme-Preis mit Silber ausgezeichnet.
Im Oktober 2007 wurden die von Loriot selbst erstellten Trickfilme und Anmoderationen auf der DVD-Box Loriot – Die vollständige Fernsehedition veröffentlicht.

## Sketche von und mit Loriot
In den späteren Sendungen wurden vermehrt Sketche von und mit Loriot gezeigt, von denen einige bis heute wiederholt werden.

### Liste bekannter Sketche
- Kaninchen aus Folge 4
- Literaturkritik aus Folge 21 (1. Version in Folge 5)
- Der Familienbenutzer aus Folge 7
- Advent aus Folge 11
- Der Astronaut aus Folge 18
- Auf der Rennbahn (Ton von Wilhelm Bendow) aus Folge 18
- Sterns Tierstunde – Der wilde Waldmops aus Folge 19
- Der Kunstpfeifer aus Folge 20
- Deutsch für Ausländer, August 1972 aus Folge 20

## Folgen
Von 1967 bis 1972 wurden drei bis vier Folgen von Cartoon pro Jahr ausgestrahlt, in unregelmäßigen Abständen von drei bis sechs Monaten.
|          | Sendetermin        | Themen / Sketche |
| -------- | ------------------ | --- |
| Folge 1  | 5. Februar 1967    | - Ronald Searle - Daniel Keel (Diogenes Verlag) - Micky Maus Zeichentrickfilm, Zum Tod von Walt Disney - Selbstporträt von und über Loriot, mit Loriot, Romi, Bettina und Susanne v. Bülow - Humor und Wirtschaftskrise Zeichentrickfilm von Loriot |
| Folge 2  | 30. Mai 1967       | - Jean Bosc - Paul Flora - Wolf Gerlach - Sollen Hunde fernsehen?, Zeichentrickfilm von Loriot |
| Folge 3  | 30. November 1967  | - Charles Addams - Eduard Thöny - Das Ende des Simplicissimus 1967 - Farbfernsehen, Zeichentrickfilm von Loriot |
| Folge 4  | 14. Januar 1968    | - Shel Silverstein - André François - Kurzfilm: The Apple (von George Dunning) - Kaninchen, Zeichentrickfilm von Loriot |
| Folge 5  | 9. Juni 1968       | - pardon - Asterix - Kurzfilm: Gerald McBoing-Boing - Kurzfilm: Howard - Die Nudelkrise, Zeichentrickfilm von Loriot |
| Folge 6  | 24. September 1968 | - Heinrich Zille - Tomi Ungerer - Ronald Searle - Studioquiz, Sketch von Loriot - Deutschlandfrage, Zeichentrickfilm von Loriot |
| Folge 7  | 23. Dezember 1968  | - Kurzfilm: Als die Frau den Brief bekam - Wigg Siegl - Yellow Submarine - Der Familienbenutzer (Erstfassung), Zeichentrickfilm von Loriot |
| Folge 8  | 23. März 1969      | - Kurzfilm: Le binettoscope (1910, von Émile Cohl) - Kurzfilm: Der Münchner im Himmel - Peter Neugebauer - Erich Ohser - Möpse am Pol, Sketch von Loriot, Darsteller: Mops Henry, Mops Gilbert. Sprecher: Vicco v. Bülow - Die Mondwanderung, Sketch von Loriot - Das Deutsche Hausschwein, Zeichentrickfilm von Loriot |
| Folge 9  | 8. Juni 1969       | - Kurzfilm: Le binettoscope (1910, von Émile Cohl) - Kurzfilm: The House that Jack Built - Kurzfilm: Insydoutsydin (von Jack Stokes) - Virgil Partch - Die Volksdroge, Zeichentrickfilm von Loriot |
| Folge 10 | 5. Oktober 1969    | - Pino Zac - Goldbeißer - Eldon Dedini - Wir basteln ein Hakenkreuz, Sketch von Loriot - Mondgestein, Zeichentrickfilm von Loriot |
| Folge 11 | 7. Dezember 1969   | - Politische Karikaturen des Jahres 1969 - Jak - Advent , Zeichentrickfilm von Loriot - Fernsehansagerin, Zeichentrickfilm von Loriot |
| Folge 12 | 30. März 1970      | - Vor 80 Jahren wurde eine berühmte Karikatur abgedruckt - Gerhard Brinkmann - Kurzfilm: The Shepherd (Jeff Hale) - Kurzfilm: A (Jan Lenica)* - Suchmeldung, Sketch von und mit Loriot - Ostereier im TV-Gerät, Sketch von und mit Loriot - Der Hasenbrüter, Sketch von Loriot |
| Folge 13 | 1. Juli 1970       | - Gerald Scarfe - Kurzfilm: Moonbird - Der Mistmacher, Sketch von Loriot - Die Frau der 70er Jahre, Sketch von und mit Loriot, und andere Darsteller - Der Staatsmann, Zeichentrickfilm von Loriot |
| Folge 14 | 25. Dezember 1970  | - Kurzfilm: Der Münchner im Himmel - Dinner for One - Kurzfilm: The Emperor’s New Armour (von R. O. Blechman) - Knabenchor, Zeichentrickfilm von Loriot - Fernsehtechnik, Sketch von und mit Loriot - Der Pianist, Zeichentrickfilm von Loriot |
| Folge 15 | 21. März 1971      | - Bruno Bozzetto - Bob Godfrey - Jean-Jacques Sempé - Möpse auf dem Mond, Sketch von Loriot mit Loriots Möpsen Henry und Gilbert. Sprecher: Loriot - Ziehung der Lottozahlen, Sketch von Loriot mit Roswitha Roszak - Schnittbohnen, Zeichentrickfilm von Loriot |
| Folge 16 | 18. Juli 1971      | - Manfred Schmidt - Kurzfilm: The Magic Pear Tree (von Jimmy T. Murakami) - Jugend forscht, Sketch von und mit Loriot - Interview Staatssekretär, Sketch von Loriot - Der Vampir, Zeichentrickfilm von Loriot - Tagesschau II, Sketch von und mit Loriot |
| Folge 17 | 12. September 1971 | - Kurzfilm: Henry 9 ’til 5 (von Bob Godfrey) - Kurzfilm: K-9000: A Space Oddity (von Robert Mitchell und Robert Swarthe) - Was bin ich?, Sketch von und mit Loriot, mit weiteren Darstellern - Aktenzeichen XY ungelöst, Sketch von und mit Loriot, Christa Maria Klatt u. a. |
| Folge 18 | 2. Januar 1972     | - Kurzfilm: S.O.S. (von Marcell Jankovics) - Kurzfilm: Sleeping Dogs (von Marcus Parker-Rhodes) - Kurzfilm: I Love You (von Tony Cattaneo) - Blinder Autofahrer, Sketch von Loriot - Der 7. Sinn, Sketch von und mit Loriot u. a. - Jahreswechsel 1972, Sketch von und mit Loriot - Bericht aus Bonn, Sketch von und mit Loriot - Der Astronaut , Sketch von und mit Loriot, mit Heinz Meier - Liebesgeschichte, Sketch von und mit Loriot, mit Tim Moores u. a. - Auf der Rennbahn ("Wo laufen sie denn?"), Zeichentrickfilm von Loriot, Textautor: Wilhelm Bendow, Originalton: Wilhelm Bendow, Franz-Otto Krüger                               |
| Folge 19 | 8. März 1972       | - Werbung, Sketch von Loriot - Pusch, Sketch von Loriot - Sterns Tierstunde – Der wilde Waldmops, Sketch von und mit Loriot - Abendschau, Sketch von und mit Loriot - Wünsch dir was, Sketch von und mit Loriot, mit Bettina v. Bülow u. a. - Internationaler Kulturaustausch, Sketch von Loriot - Kleinsparer, Sketch von und mit Loriot, mit Heiner Schmidt, Heinz Meier - Schußwaffengebrauch, Sketch von Loriot - Du und ich, Sketch von Loriot, mit Irene Dodel, Kurt Raab - Big Band mit Abspann , Zeichentrickfilm von Loriot - Mainzelmädchen, Zeichentrickfilm von Loriot                                                                |
| Folge 20 | 30. August 1972    | - Ludwig II., Sketch von und mit Loriot, mit Lilo Strobel u. a. - Der Jungfilmer, Sketch von und mit Loriot u. a. - ZDF-Magazin, Sketch von und mit Loriot - Bundestagsrede (Bornheim, rechts), Sketch von und mit Loriot - Südpolarexpedition, Sketch von Loriot - Staatsbesuch, Sketch von Loriot, Sprecher: Heiner Schmidt - Professor E. Damholzer, Sketch von und mit Loriot - Internationaler Frühschoppen, Sketch von Loriot, mit Rolf Dienewald, Hans Kircher, Heinz Meier, Heiner Schmidt u. a. - Deutsch für Ausländer , Sketch von und mit Loriot, mit Gudrun Kumpf, Peter H. Schwerdt - Der Kunstpfeifer, Zeichentrickfilm von Loriot |
| Folge 21 | 25. Dezember 1972  | - Panorama, Sketch von und mit Loriot - Marzipankartoffel, Sketch von und mit Loriot, mit Hans Kircher u. a. - Bundestagsrede (Stiegler, links), Sketch von und mit Loriot, mit Heiner Schmidt - Steuerermäßigung, Sketch von und mit Loriot - Kulturspiegel, Sketch von und mit Loriot - Literaturkritik , Sketch von und mit Loriot - Weihnachtskonzert – Kleine Nachtmusik, Sketch von und mit Loriot u. a. |